# (843) Nicolaia
(843) Nicolaia ist ein Asteroid des Hauptgürtels, der am 30. September 1916 vom dänischen Astronomen Holger Thiele in Hamburg-Bergedorf entdeckt wurde.
Der Asteroid wurde nach dem dänischen Astronomen und Mathematiker Thorvald Nicolai Thiele, dem Vater des Entdeckers, benannt.